# Moto Guzzi Breva-serie
De Moto Guzzi Breva is een toermotorfiets van Moto Guzzi die eind 2002 werd geïntroduceerd tijdens de Intermot in München, tegelijk met de Griso en de MGS-01 Corsa. De machine kwam als "Breva V 750 i.e." in 2003 op de markt, maar later zouden ook nog 850-, 1100- en 1200 cc versies volgen. De naam "Breva" kwam van de zuidenwind boven het Comomeer.
Daarmee was de Breva een voorbeeld van de drang voorwaarts (Un vento di passione) die Moto Guzzi onder het nieuwe management van Aprilia doormaakte.

## Voorgeschiedenis
Tot eind jaren zestig moest Moto Guzzi het voornamelijk hebben van 500 cc modellen met een liggende eencilinder viertaktmotor, die eigenlijk al dateerde uit de jaren twintig. Hij was weliswaar gemoderniseerd, maar met zijn 19 pk kon de Moto Guzzi Falcone niet meer met zijn tijd mee. Men ontwikkelde een V-twin, de Moto Guzzi V7, die binnen enkele jaren van 700- op 750 cc werd gebracht. Van dit type verschenen toer- en sportmodellen, maar al snel werden ze vervangen door 850 cc motoren. In 1986, tien jaar na het verdwijnen van de Moto Guzzi 750 S3, kwam de Moto Guzzi V 75, een serie die in 1995 eindigde met de 750 Strada. Met uitzondering van de Nevada 750 custom had Moto Guzzi geen 750 cc modellen meer. Men leefde van de California-serie en de V 11 Sport-serie, maar ook van de Nevada 750: in 2002 werden er 1.400 exemplaren van verkocht. Er volgde een reeks van overnames, maar de fabriek kon zelfs sommige nieuwe modellen niet in productie brengen. Er was wel vraag, maar geen aanbod: de productielijnen konden de vraag niet aan en het personeel kon niet omgaan met de moderne ontwerp- en ontwikkelingsapparatuur. Moto Guzzi sloot de jaren negentig af met een schuld van 132 miljard lire, ruim 20 miljoen Euro. Er volgde een overname door Aprilia. Roberto Brovazzo werd aangesteld als directeur van Moto Guzzi en onder zijn leiding ging men nieuwe investeringen doen, niet alleen in geld, maar ook in kennis: veel Aprilia-onderdelen werden gebruikt op modellen van Moto Guzzi.

## Breva V 750 i.e. en Breva V 750 Touring
Moto Guzzi had de 750 Strada ooit als "spaarmodel" op de markt gebracht. Hoewel de Breva 750 dat eigenlijk ook was en Brovazzo sprak van een "opstapmodel", werd deze als "naked bike" uitgebracht. Daarmee was de marketingafdeling van Aprilia duidelijk professioneler bezig: een naked bike was modern, niet goedkoop. Men richtte zich op jonge rijders, vrouwen en heropstappers. Er was veel aandacht besteed aan het ontwerp en alle kwaaltjes die Moto Guzzi's vaak de koosnaam "karaktermotor" opleverden (er mankeert van alles aan maar omdat het een Guzzi is vergeef je dat), waren verdwenen. De motor van de Breva, hoewel uiterlijk nog bijna identiek, was helemaal anders dan die van de Nevada 750. Alleen de carters waren overgenomen. De Nevada leverde ook de swingarm, de versnellingsbak en de cardanas. Voor Moto Guzzi rijders was het dashboard een verademing: het was eenvoudig met goed afleesbare tellers en goed zichtbare lampjes. Het accessoirepakket bestond uit een grote toerruit, een kofferset, een tanktas, een middenbok en een motorhoes. De Breva V 750 Touring kwam in 2006 op de markt en was technisch vrijwel identiek, maar voorzien van handvatverwarming, een kofferset (inclusief topkoffer) en een kleine toerruit.

### Motor
De motor was een langsgeplaatste 90° V-twin met twee kleppen per cilinder. Hoewel de motor nog steeds in hoofdzaak luchtgekoeld was, speelde ook de motorolie een grote rol bij de koeling. Het carter was horizontaal gedeeld. De kleppen werden bediend door stoterstangen en tuimelaars vanaf een enkele nokkenas die boven de krukas lag. De wisselstroomdynamo zat aan de voorkant van de krukas. Er was een Marelli injectiesysteem toegepast met 36 mm gasklephuizen en injectoren die rechtstreeks op de inlaatkleppen waren gericht.

### Aandrijflijn
De Breva V 750 i.e. had een enkele droge plaatkoppeling en de vijfversnellingsbak die afkomstig was van de Nevada 750, hoewel het schakelen aanmerkelijk beter ging. De secundaire aandrijving geschiedde door een cardanas.

### Rijwielgedeelte
Het ontwerp van de Breva was veel moderner dan dat van eerdere modellen. Hoewel het motorblok goed zichtbaar was, had men alle kabels en leidingen verborgen achter framedelen en kunststof, waardoor een bijzonder strak uiterlijk ontstond. Er was een stalen dubbel wiegframe gebruikt. Het duozadel was getrapt, waardoor de duopassagier over de berijder heen kon kijken, terwijl de berijder zelf "in" de motor zat. De zichtbare framedelen waren donkergrijs, evenals de kleppendeksels. De tank en de spatborden waren rood. Boven de koplamp zat een kleine flyscreen. De achtervering werd verzorgd door een swingarm met twee Paioli schokdempers en aan de voorkant zat een conventionele 40 mm Marzocchi telescoopvork. In het voorwiel zat één 320 mm schijfrem met een vierzuiger remklauw en achter een 260 mm schijf.

## Breva V 1100 en Breva V 1100 ST
De Breva V 1100 uit 2005 was veel meer dan een "grote" V 750. Hij leek op de succesvolle BMW R 1150 R en was zelfs voorzien van een enkelzijdige achterwielophanging met het Cardano Reattivo Compatto (CARC)-systeem, vergelijkbaar met het paralever van de BMW. De 1100 cc motor, die al gebruikt was bij de California en de V 11 Sport, was helemaal herzien. Er waren lichtere drijfstangen, andere zuigers, verbeterde kleppen en een injectiesysteem met een stappenmotor toegepast. De eindaandrijving kreeg een zwevend kroonwiel met transmissiedempers. De zesversnellingsbak was ook vernieuwd en twee kilo lichter geworden. De wisselstroomdynamo zat nu niet meer aan de voorkant van de krukas maar vond een plek tussen de cilinders, waardoor het motorblok korter werd. De veervoorspanning achter kon (à la BMW) met een draaiknop ingesteld worden. De Breva V 1100 ST was voorzien van een kofferset en een toerruit. Hij werd in 2008 en 2009 geleverd.

## Breva 850 en Breva 850 Touring
De Breva 850 werd geleverd van 2006 tot 2009. Technisch was het een mengeling tussen de V 750 en v V 1100. De boring was met 92 mm gelijk aan die van de 1100, maar door een heel korte slag van 66 mm kwam de machine aan 877,5 cc. De achtervering was ook gelijk aan die van de 1100: de CARC enkelzijdige wielophanging met monovering. Net als de V 750 Touring was de Breva 850 Touring voorzien van een complete kofferset en een toerruit, maar verder waren er geen verschillen met de "kale" Breva 850.

## Breva V 1200
In 2007 verscheen de Breva V 1200, maar de V 1100 bleef nog leverbaar. De 1200 was op 60 punten gewijzigd ten opzichte van de 1100. Door zowel de boring als de slag te vergroten kwam de machine op 1151 cc. Er waren nieuwe, lichtere drijfstangen gebruikt. De krukas had een nitridebehandeling ondergaan. Het smeersysteem was gewijzigd, evenals de oliepompen. Daardoor werd meer olie naar de cilinderkoppen gevoerd om de uitlaatkleppen te koelen. De motor leverde vooral een groter koppel tussen 2.300- en 4.800 tpm, een gebied waar Moto Guzzi modellen vaak een "dip" in de trekkracht vertoonden. Marelli had een nieuw multipoint injectiesysteem met een stappenmotor ontwikkeld. Bovendien had de V 1200 twee bougies per cilinder. Dankzij een vernieuwd uitlaatsysteem en een nieuwe katalysator voldeed de motor aan de Euro 3 emissiestandaard.

## 1200 Sport (Breva V 1200 Sport 4V)
De Breva V 1200 Sport 4V was veel sportiever vormgegeven dan de V 1200, maar technisch niet echt verschillend. De machine had een kleine stuurkuip en daarop én op het "kontje" was een wit vlak aangebracht voor een startnummer. Aan de linkerkant zat de twee-in-één-in-twee uitlaat óf een twee-in-een uitlaat. In het laatste geval had de demper een namaak-carbonfiber afwerking (Yuppie carbon). Hoewel de naam "Breva" ook nog werd gebruikt, werd de machine ook bekend als "1200 Sport".

## 1200 Sport 8V
In 2009 kreeg de 1200 Sport de achtkleps motor die intussen in meer modellen werd toegepast. Daardoor steeg ook het motorvermogen.

## Technische gegevens
| Moto Guzzi Breva     | V 750 i.e.                             | V 750 Touring                          | 850 (Touring)                                | V 1100                                       | V 1100 ST                                    | V 1200                                       | V 1200 Sport 4V (1200 Sport)                 | 1200 Sport 8V                                |
| -------------------- | -------------------------------------- | -------------------------------------- | -------------------------------------------- | -------------------------------------------- | -------------------------------------------- | -------------------------------------------- | -------------------------------------------- | -------------------------------------------- |
| Periode              | 2003-2009                              | 2006-2009                              | 2006-2009                                    | 2005-2010                                    | 2008-2009                                    | 2007-2009                                    | 2008-2009                                    | 2009-2011                                    |
| Categorie            | toermotor                              | toermotor                              | toermotor                                    | toermotor                                    | toermotor                                    | toermotor                                    | sportmotor                                   | sportmotor                                   |
| Motortype            | kopklepmotor                           | kopklepmotor                           | kopklepmotor                                 | kopklepmotor                                 | kopklepmotor                                 | kopklepmotor                                 | kopklepmotor                                 | kopklepmotor                                 |
| Bouwwijze            | Langsgeplaatste 90° V-twin             | Langsgeplaatste 90° V-twin             | Langsgeplaatste 90° V-twin                   | Langsgeplaatste 90° V-twin                   | Langsgeplaatste 90° V-twin                   | Langsgeplaatste 90° V-twin                   | Langsgeplaatste 90° V-twin                   | Langsgeplaatste 90° V-twin                   |
| boring               | 80 mm                                  | 80 mm                                  | 92 mm                                        | 92 mm                                        | 92 mm                                        | 95 mm                                        | 95 mm                                        | 95 mm                                        |
| slag                 | 74 mm                                  | 74 mm                                  | 66 mm                                        | 80 mm                                        | 80 mm                                        | 81,2 mm                                      | 81,2 mm                                      | 81,2 mm                                      |
| Cilinderinhoud       | 743,9 cc                               | 743,9 cc                               | 877,5 cc                                     | 1063,6 cc                                    | 1063,6 cc                                    | 1151,1 cc                                    | 1151,1 cc                                    | 1151,1 cc                                    |
| Brandstofvoorziening | Marelli injectie                       | Marelli injectie                       | Magneti Marelli IAW alfa-n                   | Weber-Marelli injectie                       | Weber-Marelli injectie met stappenmotor      | Magneti Marelli IAW 5A                       | Magneti Marelli IAW 5A                       | Magneti Marelli IAW 5A                       |
| Ontsteking           | elektronisch                           | elektronisch                           | elektronisch                                 | elektronisch                                 | elektronisch                                 | elektronisch                                 | elektronisch                                 | elektronisch                                 |
| Compressieverhouding | 9,6:1                                  | 9,6:1                                  | 9,8:1                                        | 9,8:1                                        | 9,8:1                                        | 9,8:1                                        | 9,8:1                                        | 11:1                                         |
| Max. vermogen        | 48 pk bij 6.800 tpm                    | 48 pk bij 6.800 tpm                    | 72 pk bij 7.600 tpm                          | 86 pk bij 7.500 tpm                          | 82,3 pk bij 7.800 tpm                        | 95 pk bij 7.500 tpm                          | 95 pk bij 7.500 tpm                          | 105 pk bij 7.000 tpm                         |
| Aandrijving          | cardanas                               | cardanas                               | cardanas                                     | cardanas                                     | cardanas                                     | cardanas                                     | cardanas                                     | cardanas                                     |
| Koppeling            | enkelvoudige droge plaatkoppeling      | enkelvoudige droge plaatkoppeling      | dubbele droge plaatkoppeling                 | dubbele droge plaatkoppeling                 | dubbele droge plaatkoppeling                 | dubbele droge plaatkoppeling                 | dubbele droge plaatkoppeling                 | dubbele droge plaatkoppeling                 |
| Versnellingen        | vijf                                   | vijf                                   | zes                                          | zes                                          | zes                                          | zes                                          | zes                                          | zes                                          |
| Rijwielgedeelte      | dubbel wiegframe, buisframe            | dubbel wiegframe, buisframe            | dubbel wiegframe, buisframe                  | brugframe                                    | brugframe                                    | brugframe                                    | brugframe                                    | brugframe                                    |
| Wielbasis            | 1449 mm                                | 1467 mm                                | onbekend                                     | 1499 mm                                      | 1499 mm                                      | 1499 mm                                      | onbekend                                     | onbekend                                     |
| Vering vóór          | Marzocchitelescoopvork                 | Marzocchitelescoopvork                 | Marzocchitelescoopvork                       | Marzocchitelescoopvork                       | Marzocchitelescoopvork                       | Marzocchitelescoopvork                       | Marzocchitelescoopvork                       | Showa Upside Down-voorvork                   |
| Vering achter        | swingarm met twee schokdempers         | swingarm met twee schokdempers         | CARC monovering                              | CARC monovering                              | CARC monovering                              | CARC monovering                              | CARC monovering                              | CARC monovering                              |
| Banden               | vóór 110/70 × 17", achter 130/80 × 17" | vóór 110/70 × 17", achter 130/80 × 17" | vóór 120/70 × 17", achter 180/55 × 17"       | vóór 120/70 × 17", achter 180/55 × 17"       | vóór 120/70 × 17", achter 180/55 × 17"       | vóór 120/70 × 17", achter 180/55 × 17"       | vóór 120/70 × 17", achter 180/55 × 17"       | vóór 120/70 × 17", achter 190/55 × 17"       |
| Rem(men)             | vóór en achter één schijfrem           | vóór en achter één schijfrem           | vóór twee schijfremmen, achter één schijfrem | vóór twee schijfremmen, achter één schijfrem | vóór twee schijfremmen, achter één schijfrem | vóór twee schijfremmen, achter één schijfrem | vóór twee schijfremmen, achter één schijfrem | vóór twee schijfremmen, achter één schijfrem |
| gewicht              | 182 kg droog                           | 192 kg droog                           | 231 kg droog                                 | 231 kg droog                                 | 235 kg droog                                 | 236 kg droog                                 | 229 kg droog                                 | 219 kg droog                                 |
| Tankinhoud           | 18 liter                               | 18 liter                               | 23 liter                                     | 23 liter                                     | 23 liter                                     | 23 liter                                     | 23 liter                                     | 23 liter                                     |